# Sandra
Sandra este un prenume feminin, care s-ar putea referi la:
- Sandra (cântăreață) (n. 1962), cântăreață germană